# Фара (храм)
Фара (від нім. Pfarrei, «парафія»), Фарна церква (нім. Pfarrkirche, «парафіяльна церква») — найстарший храм міста (перший храм міської парафії) чи головний храм деканату. Іноді — парафія або парафіяльний храм у середньовічних країнах Центральної і Східної Європи. В містах, що мали кафедру єпископа, — назва другої за значенням церкви після кафедрального собору. Будувалися, зазвичай, поблизу ринків. Інша назва — «міська церква» (нім. Stadtkirche). В німецькомовному середовищі термін вживається для позначення головних євангелістських храмів незалежно від часу будови. Також — фарний костел (від пол. Kościół farny, «церква парафіяльна»).

## Фарні храми України
Фарними називають шерег костелів в українських містах і містечках:

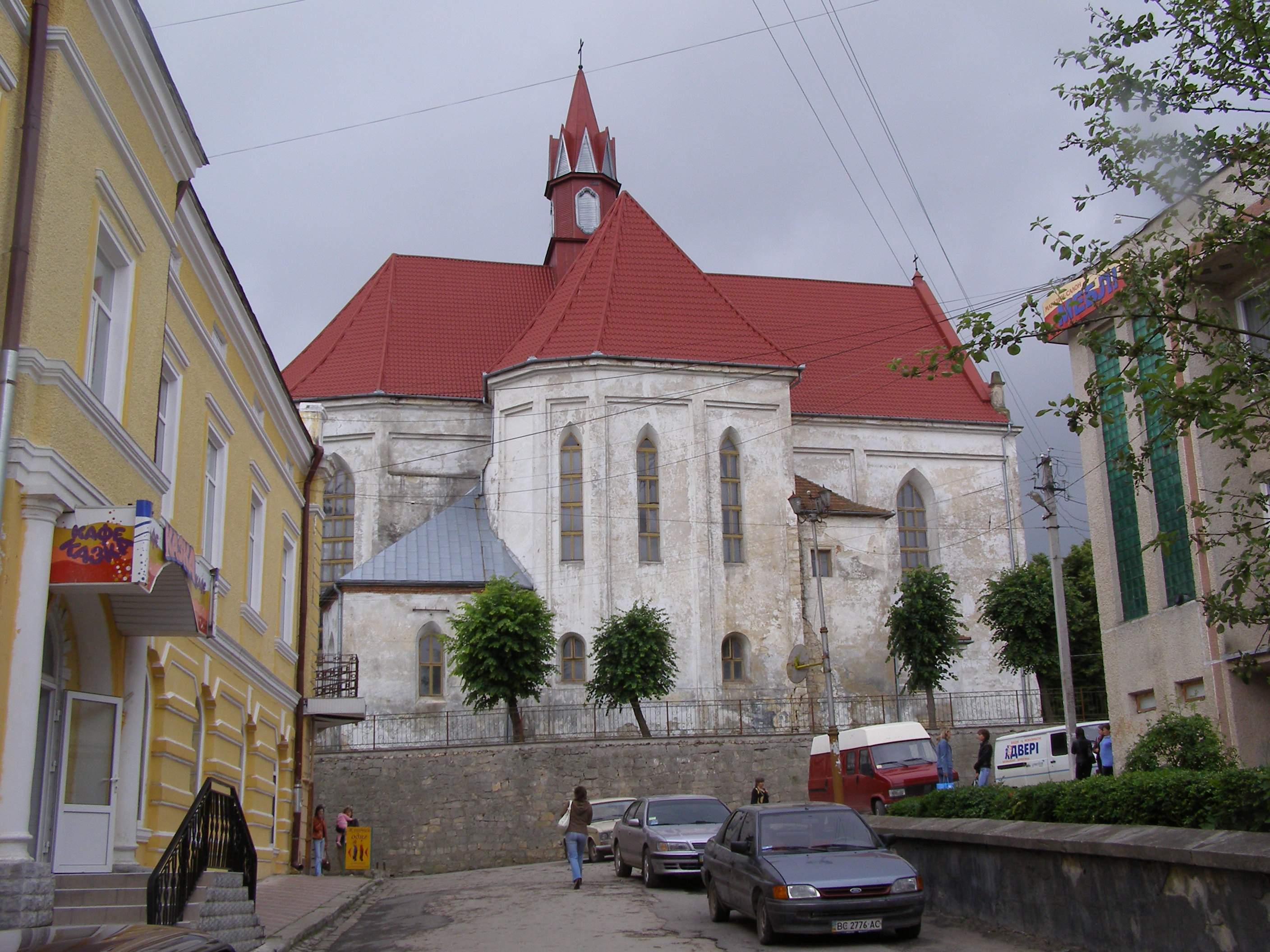
Бережани, костел Різдва Діви Марії
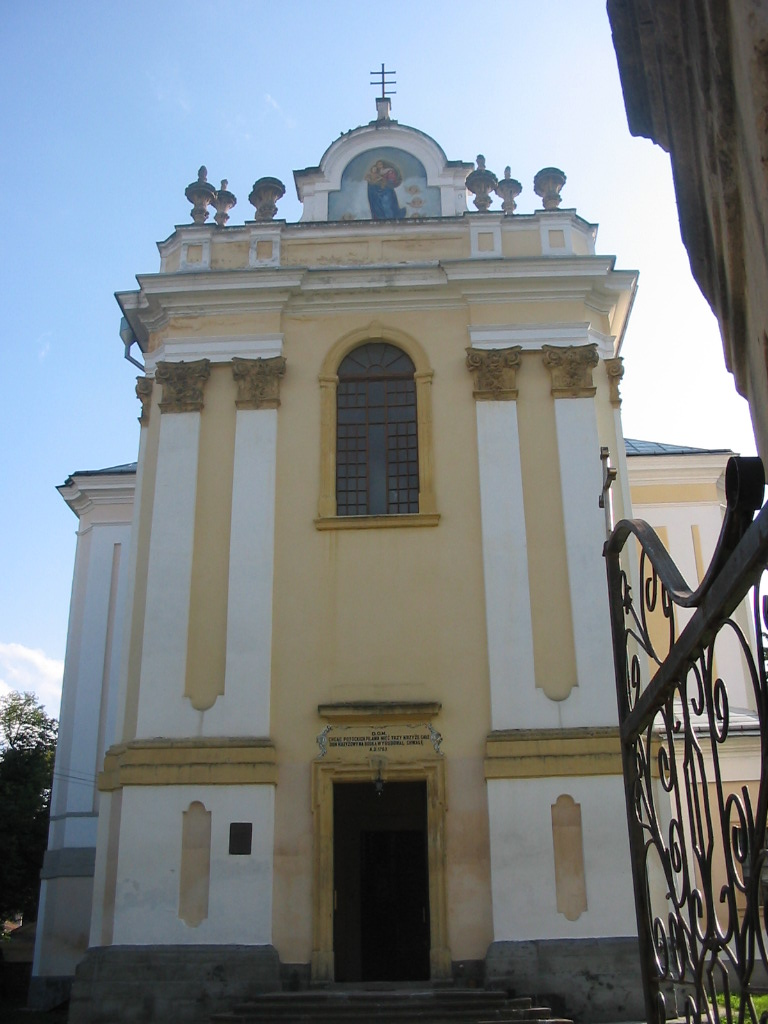
Бучач, костел Успіння Пресвятої Діви Марії
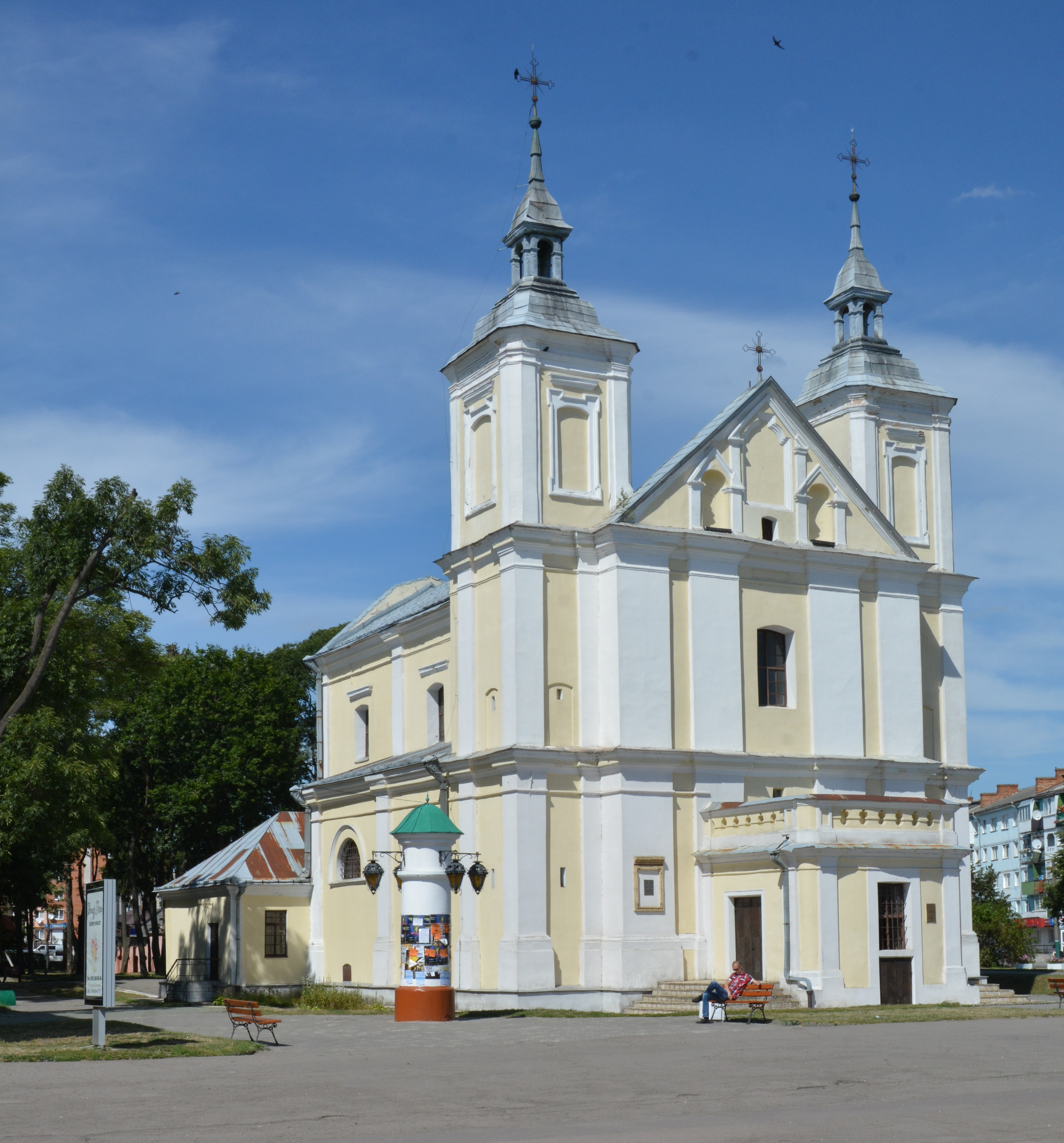
Володимир, Костел святих Йоакима й Анни
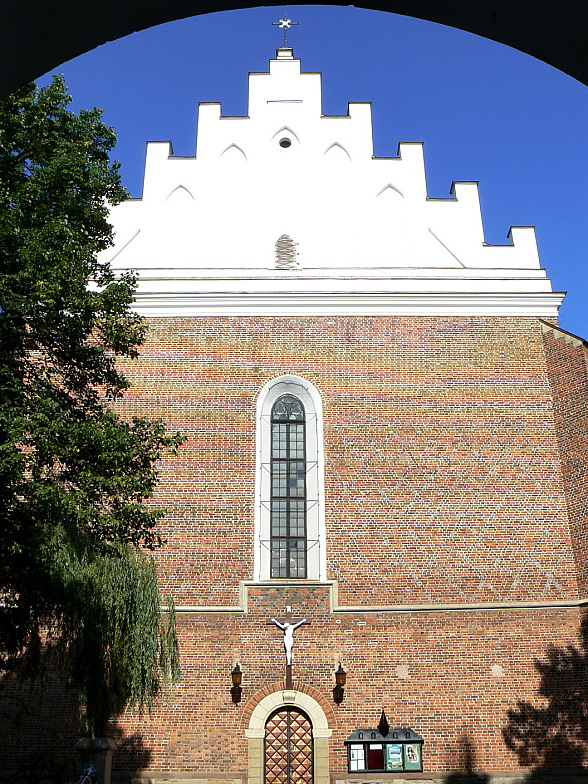
Дрогобич, костел Святого Варфоломія
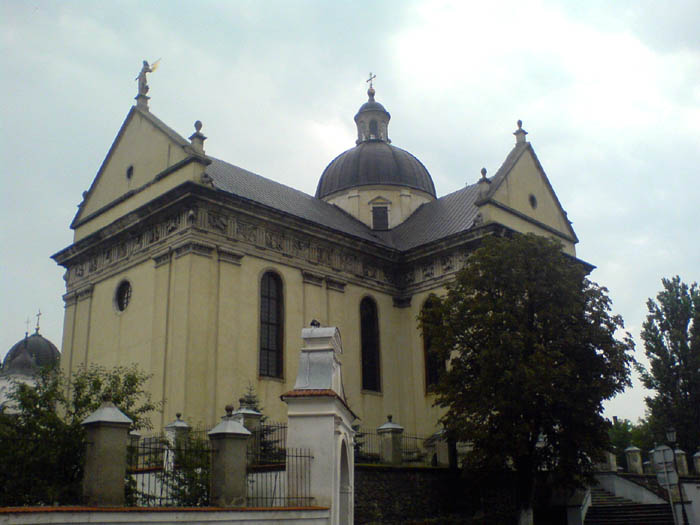
Жовква, костел Святого Лаврентія
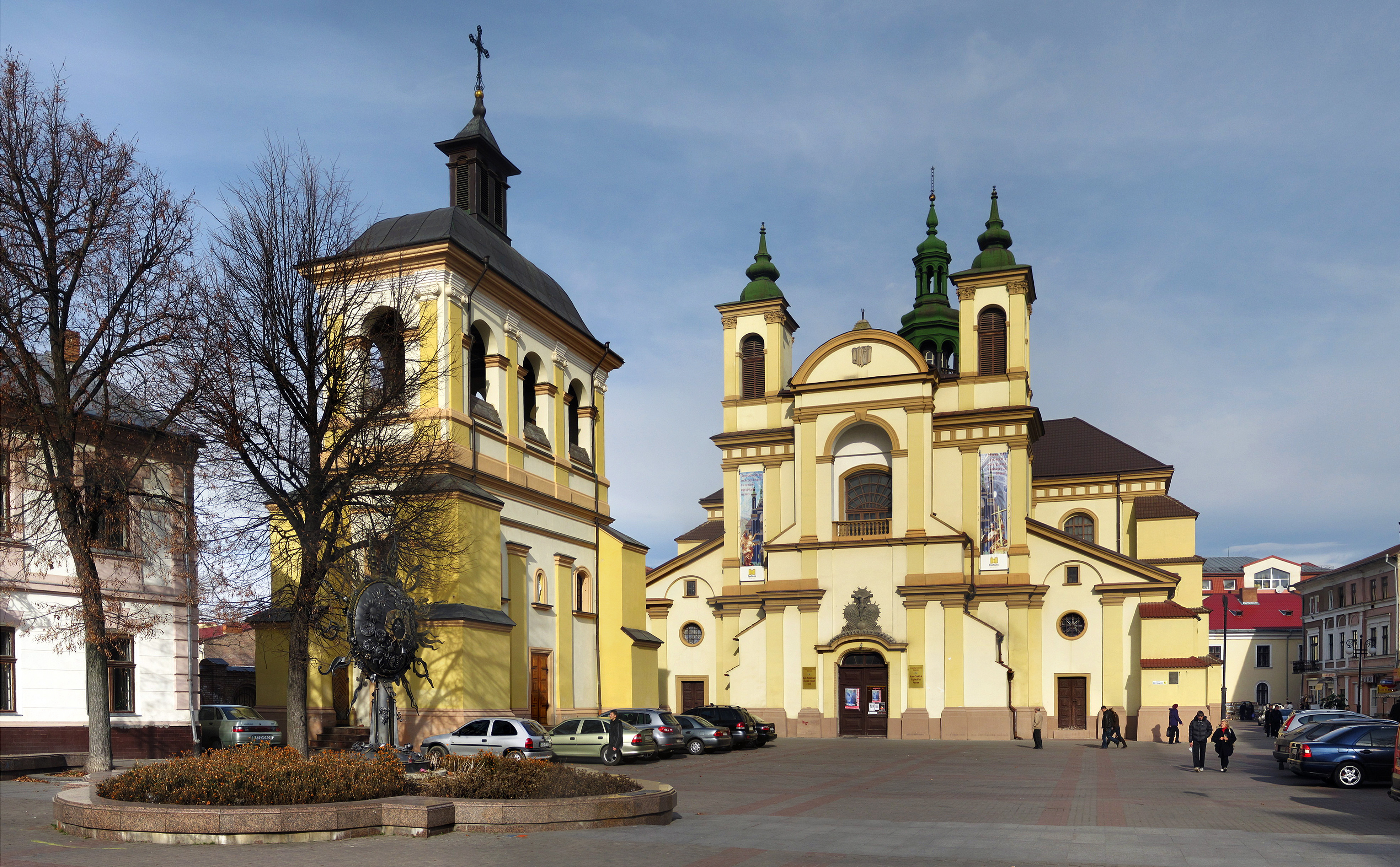
Івано-Франківськ, костел Непорочного Зачаття Пресвятої Діви Марії
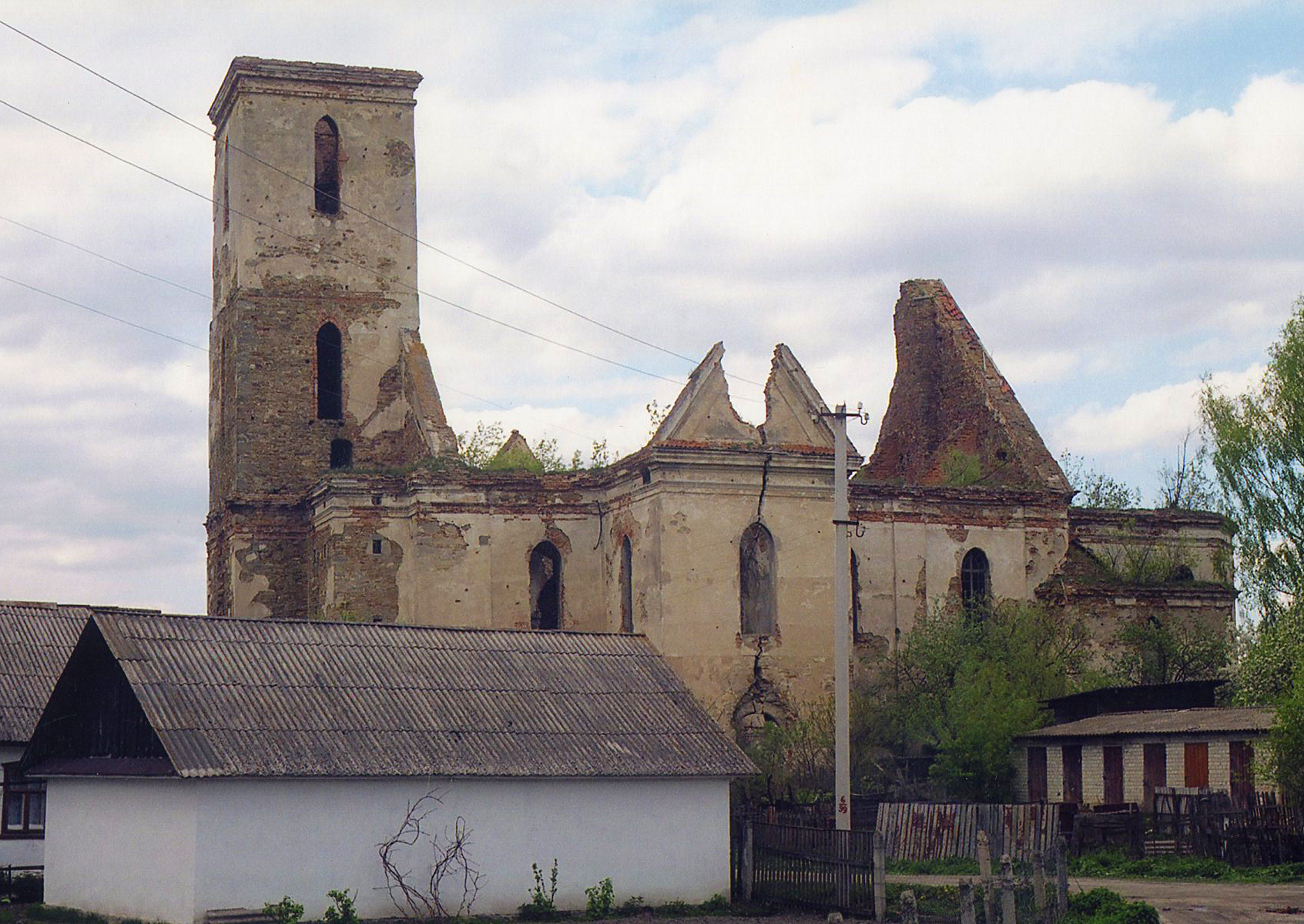
Ізяслав, костел Святого Івана Хрестителя
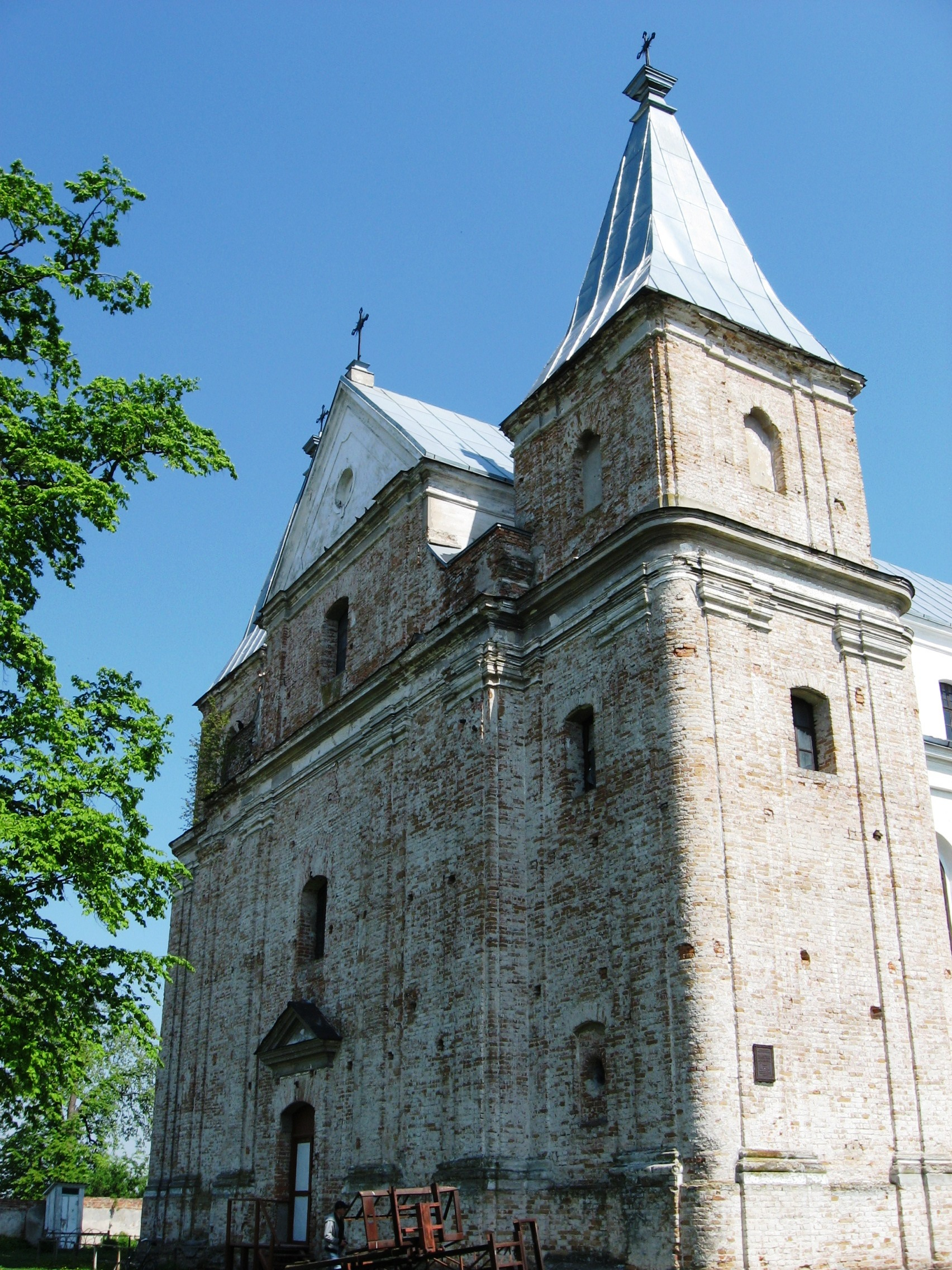
Клевань, костел Благовіщення Пресвятої Діви Марії
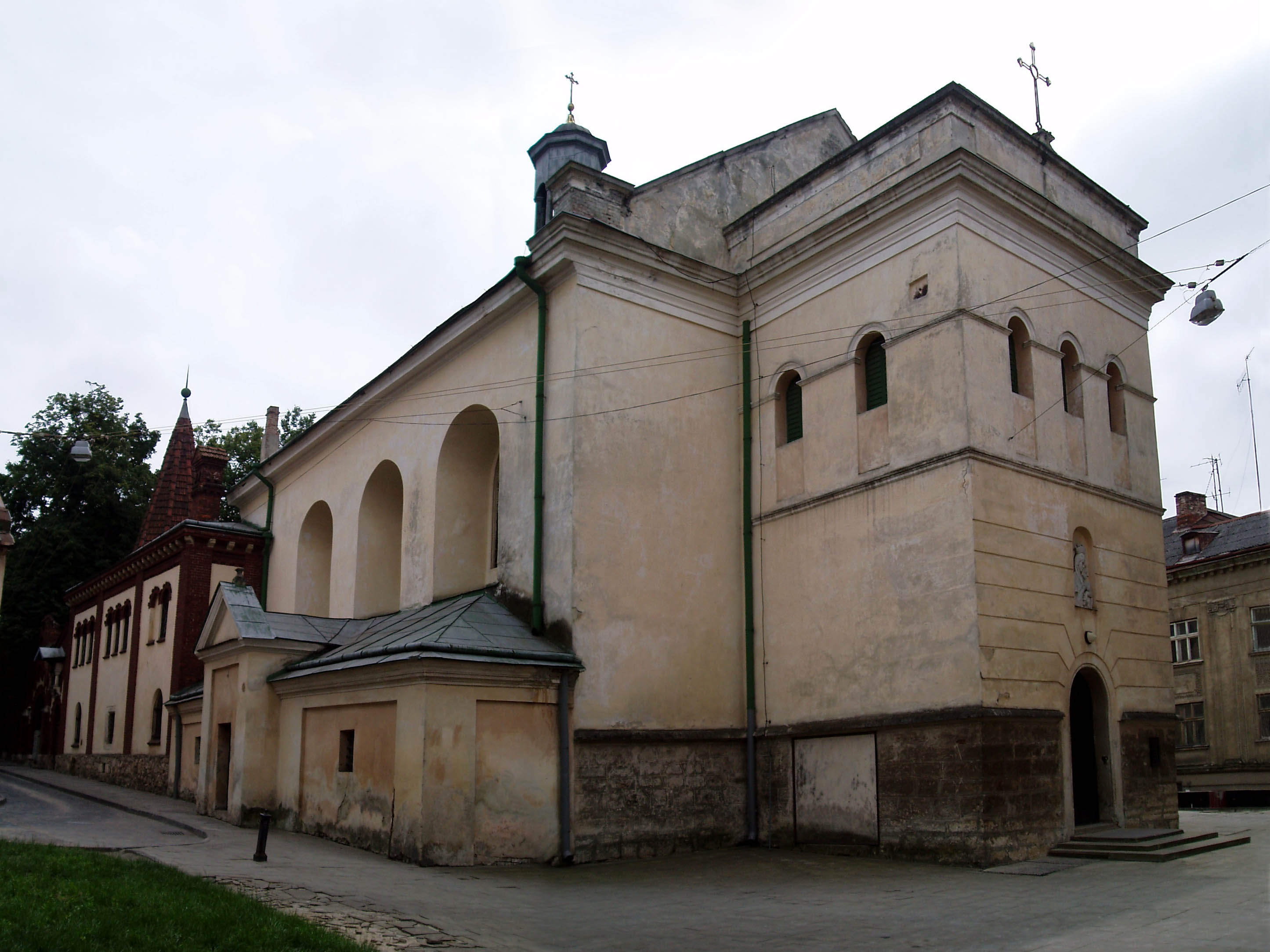
Львів, костел Марії Сніжної (тепер Церква Матері Божої Неустанної Помочі, УГКЦ)
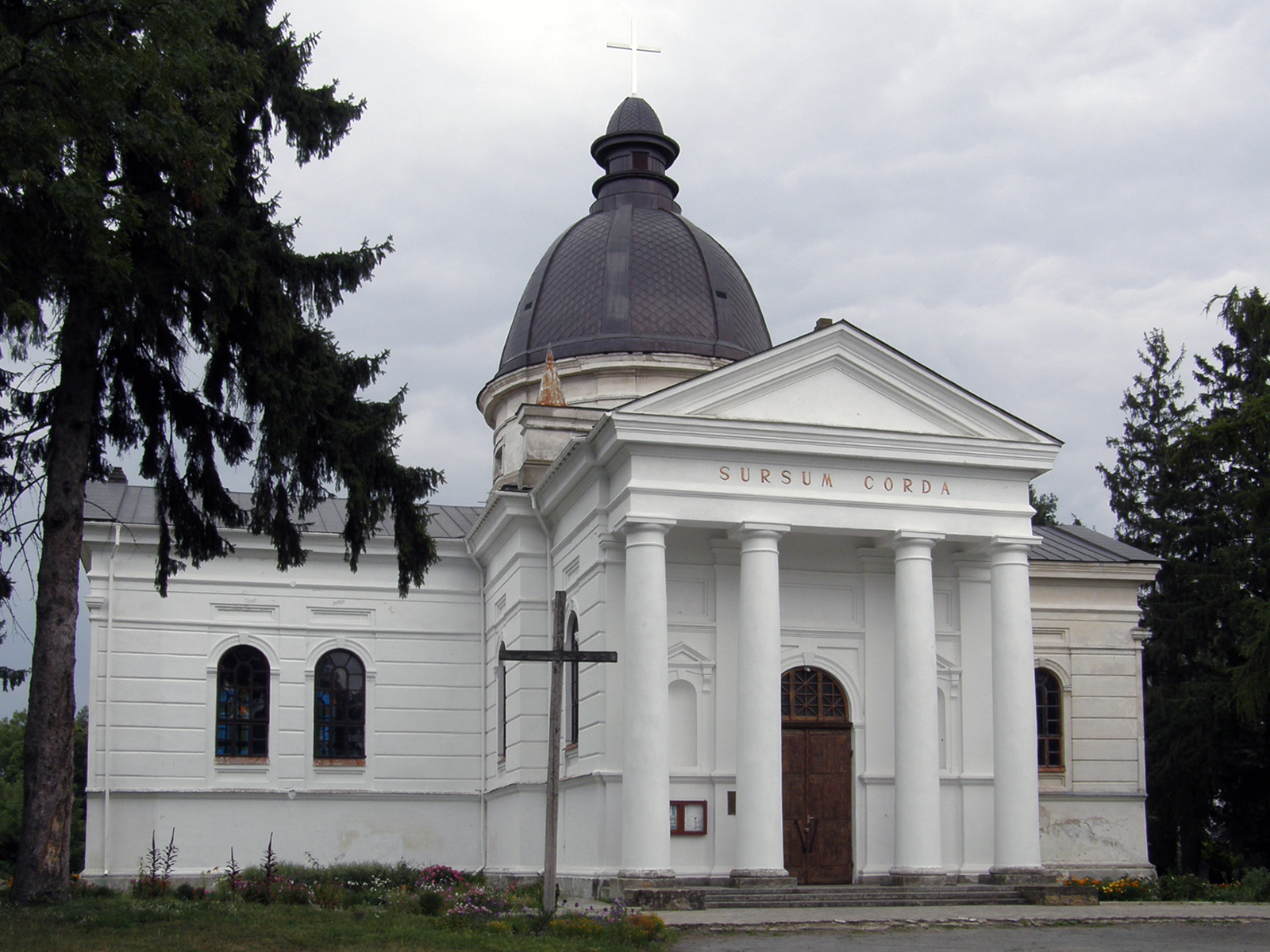
Острог, костел Успіння Пресвятої Діви Марії
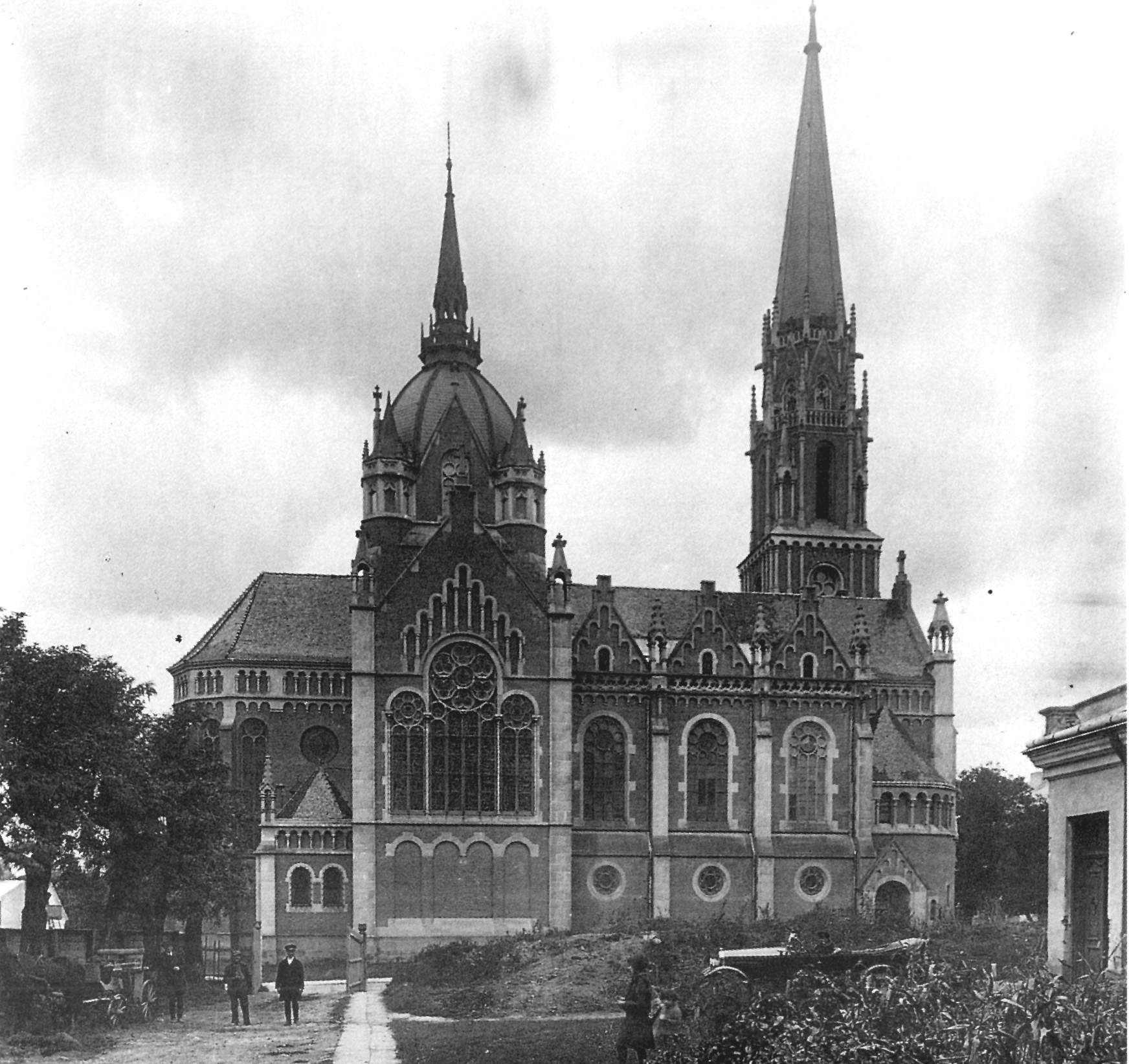
Тернопіль, Парафіяльний костел Пресвятої Діви Марії Неустанної Помочі (знищений більшовиками)
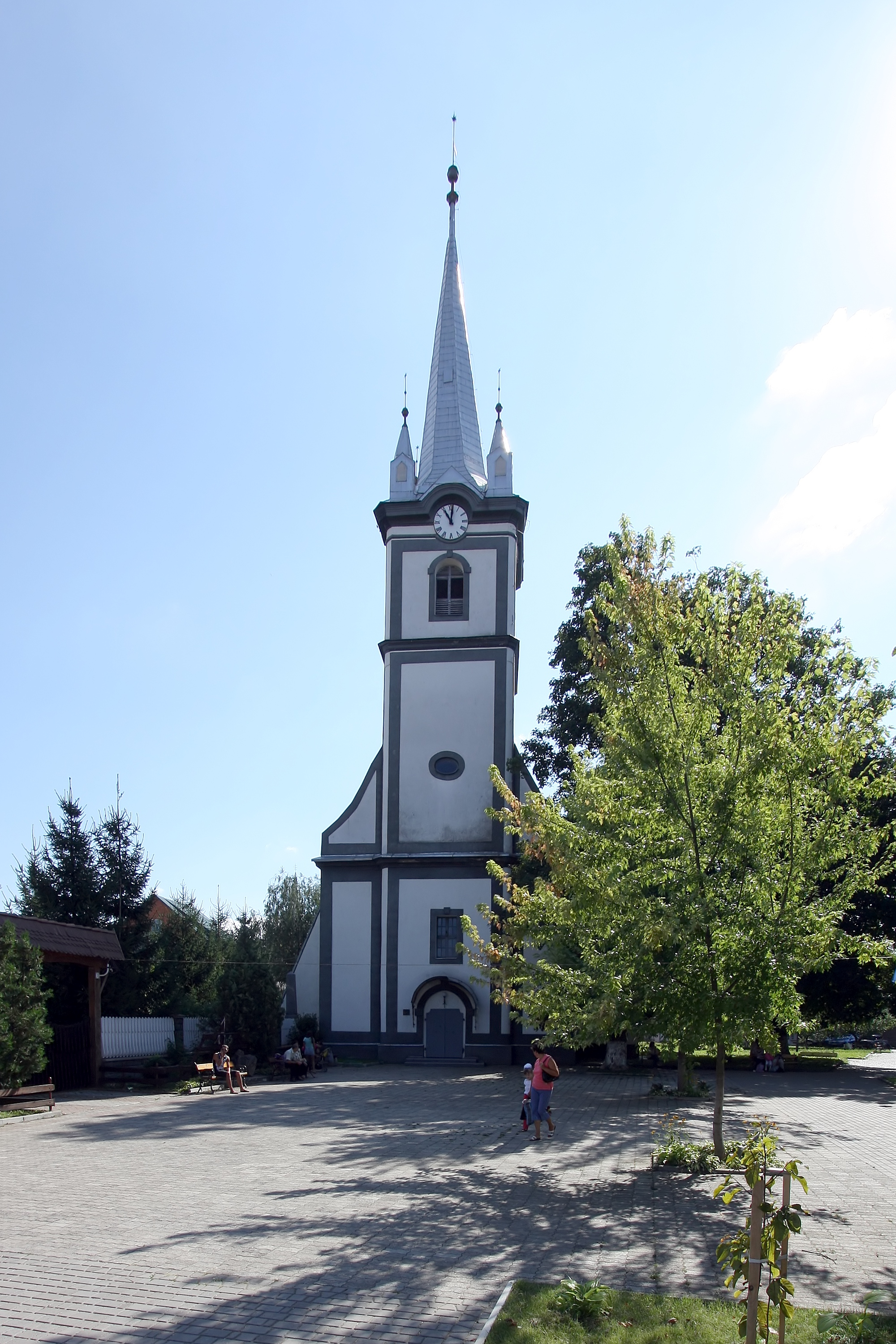
Тячів, Реформатський костел